# Maria Arantza del Puerto Astiz
Maria Arantza del Puerto Astiz (* 8. Mai 1971 in San Sebastián) ist eine ehemalige spanische Fußballspielerin.

## Karriere

### Verein
Del Puerto begann in ihrem Geburtsort beim dort ansässigen Añorga KKE mit dem Fußballspielen. Im weiteren Verlauf spielte sie bis zum Saisonende 2004/05 ausschließlich für die erste Mannschaft als Abwehrspielerin. Während ihrer Vereinszugehörigkeit gewann sie je dreimal die Meisterschaft und den nationalen Vereinspokal.

### Nationalmannschaft
Del Puerto bestritt für die A-Nationalmannschaft 71 Länderspiele. Mit ihr als Spielführerin nahm sie an der vom 29. Juni bis zum 12. Juli 1997 in Norwegen und Schweden ausgetragenen Europameisterschaft teil und bestritt alle drei Spiele der Gruppe A sowie das mit 1:2 verlorene Halbfinale gegen die Nationalmannschaft Italiens. Zudem wurde sie in den beiden Begegnungen mit der Nationalmannschaft der Niederlande in der Qualifikationsgruppe 2 für die vom 5. bis zum 19. Juni 2005 anstehende Europameisterschaft in England, eingesetzt.

## Erfolge
- Spanischer Meister 1992, 1995, 1996
- Spanischer Pokalsieger 2004, 2005, 2007